# Patan (Nepal)

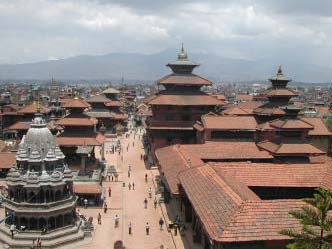
Vista de la Plaza Durbar.

Patan (devánagari: पाटन) es una ciudad de Nepal situada en el Valle de Katmandú, a orillas del río Bagmati, en el distrito de Lalitpur. Tanto el nombre Patan (पातन) como el de Lalitpur (लालितपुर) se utilizan para denominar la ciudad.
Su población en 2011 era de 220 802 habitantes. La histórica Plaza Durbar de Patan forma parte del conjunto denominado Valle de Katmandú, declarado Patrimonio de la Humanidad por la Unesco en 1979.

## Galería

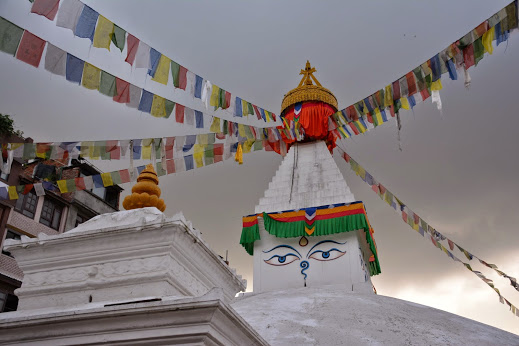
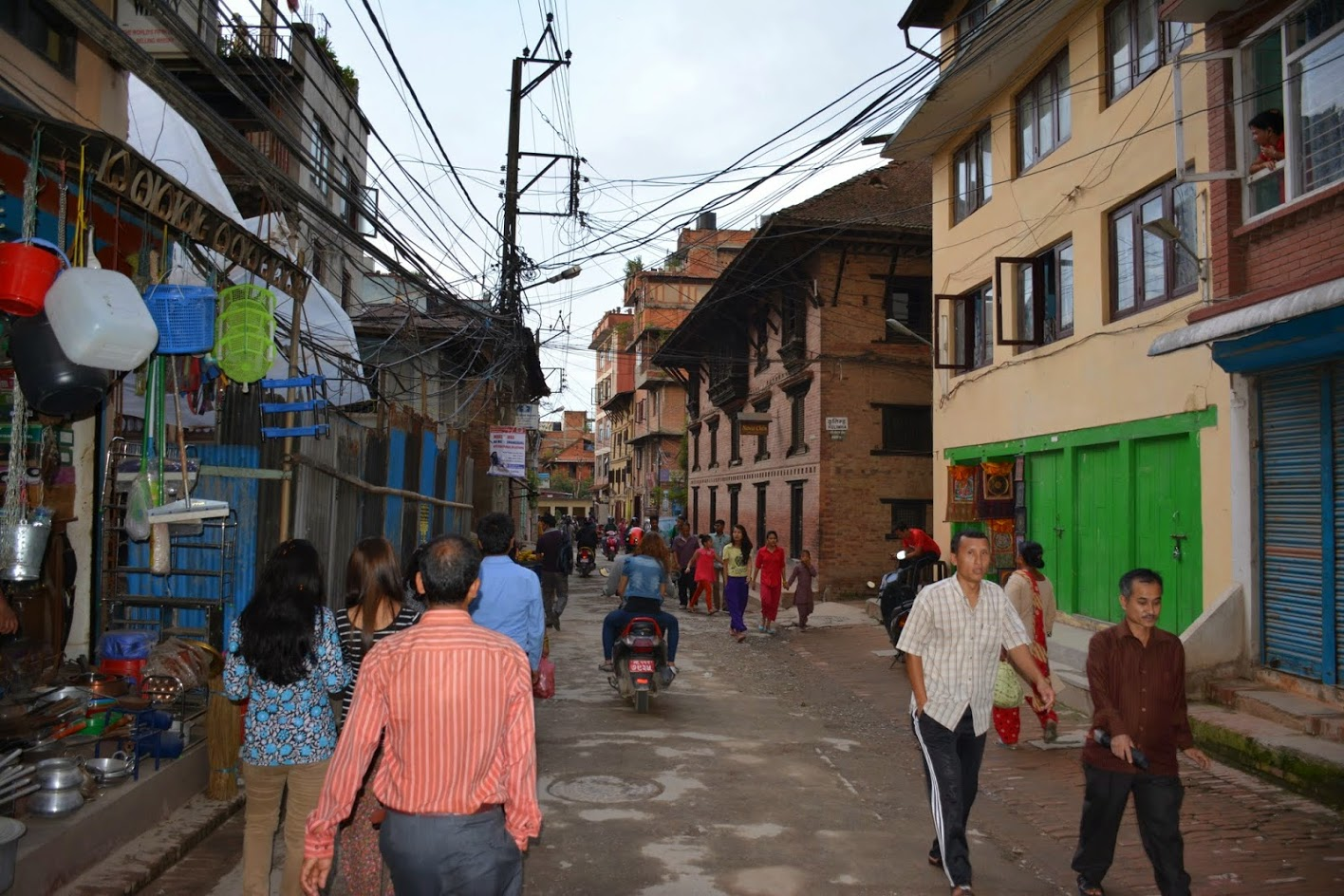
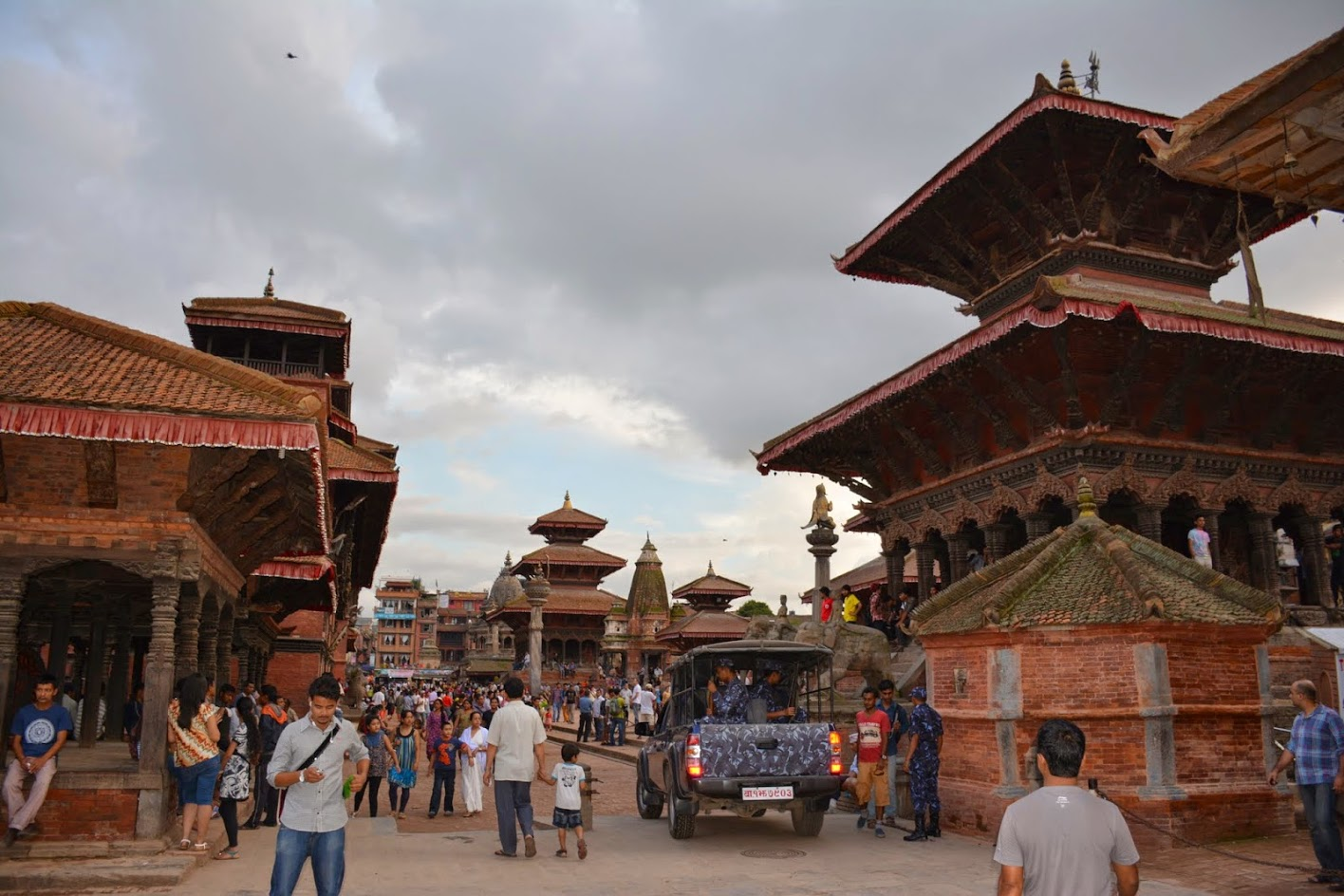
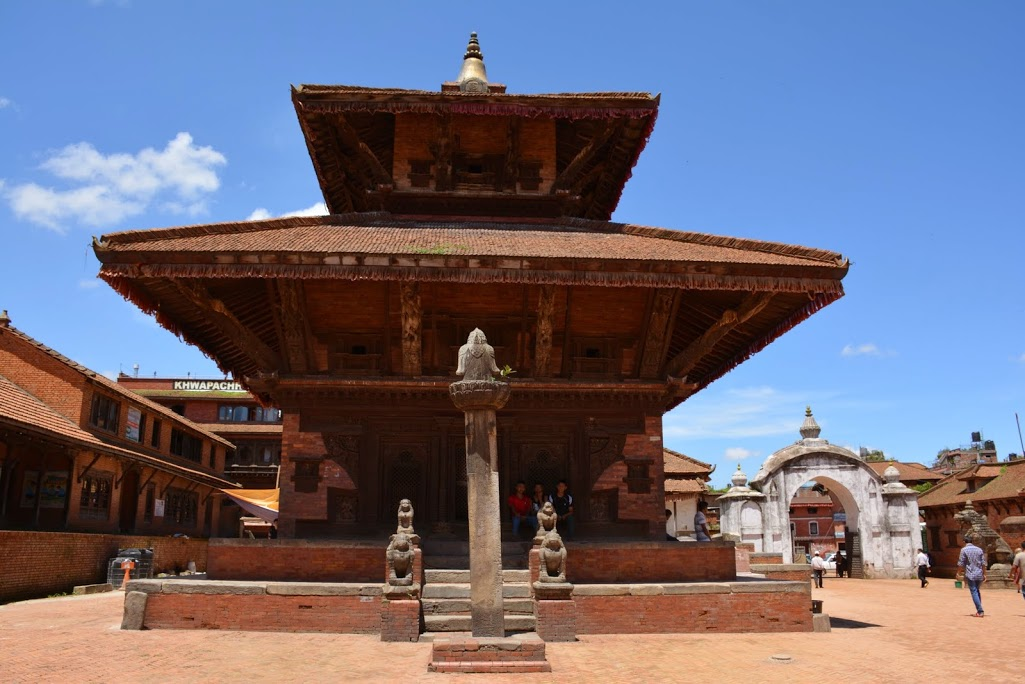
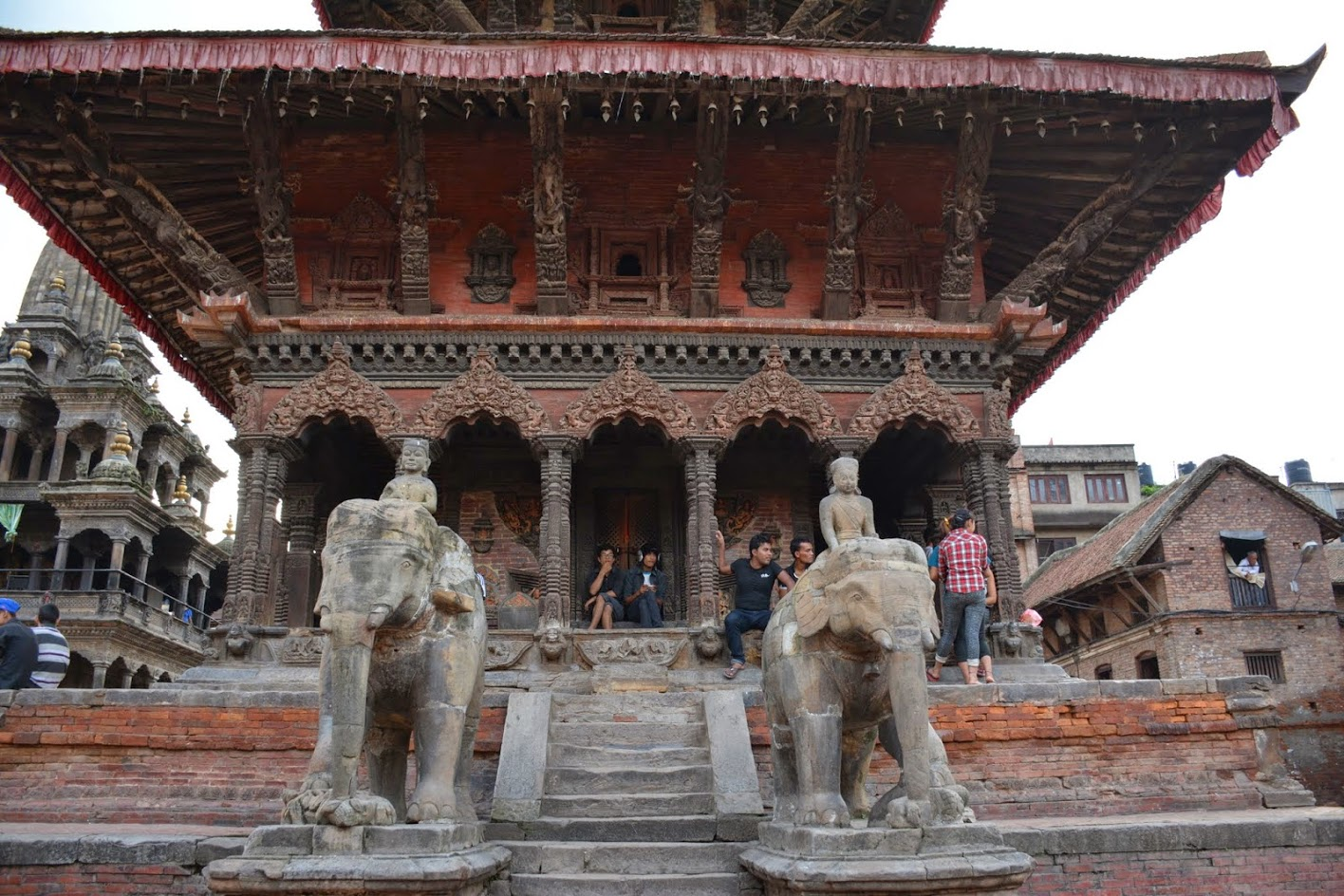
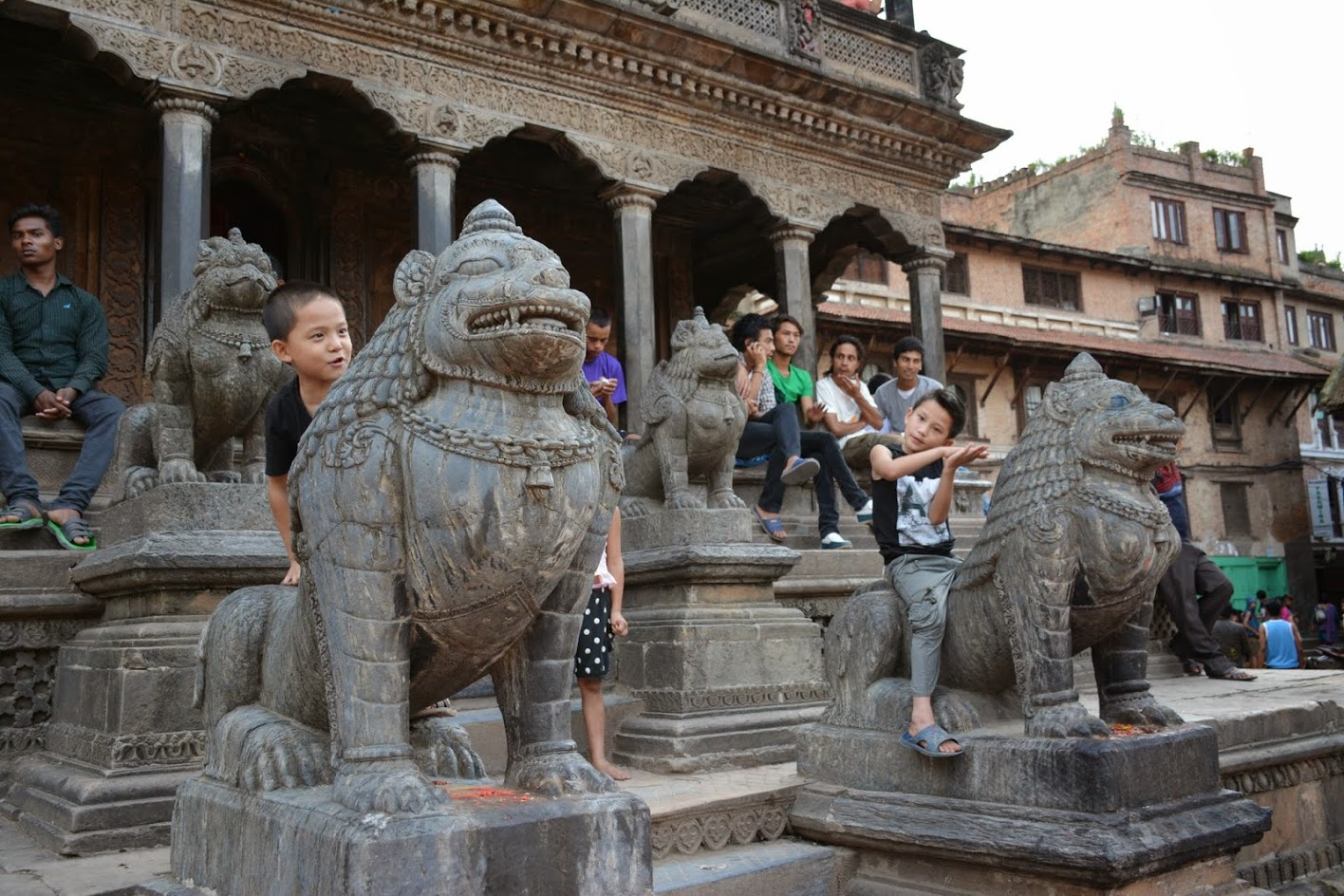
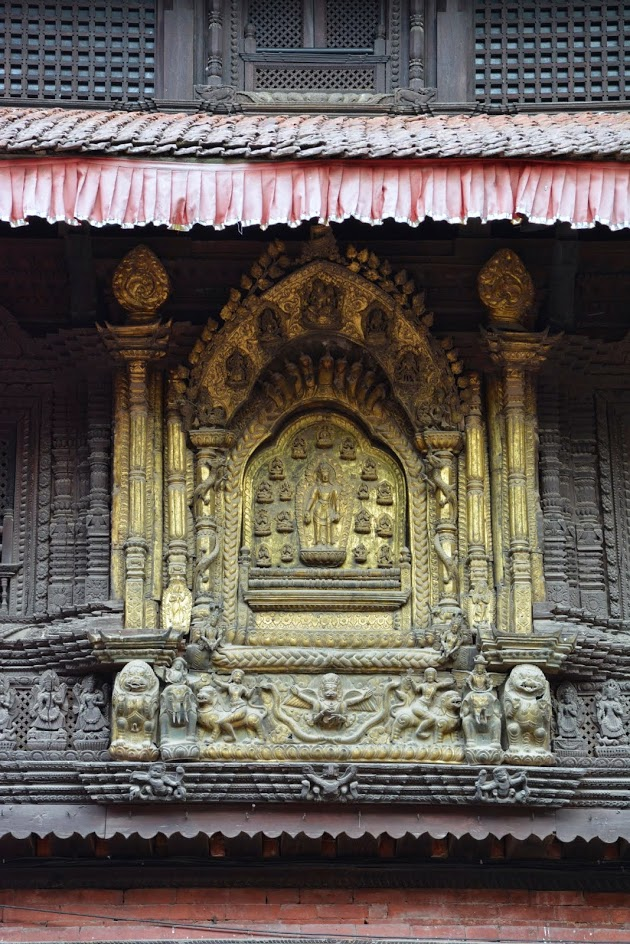
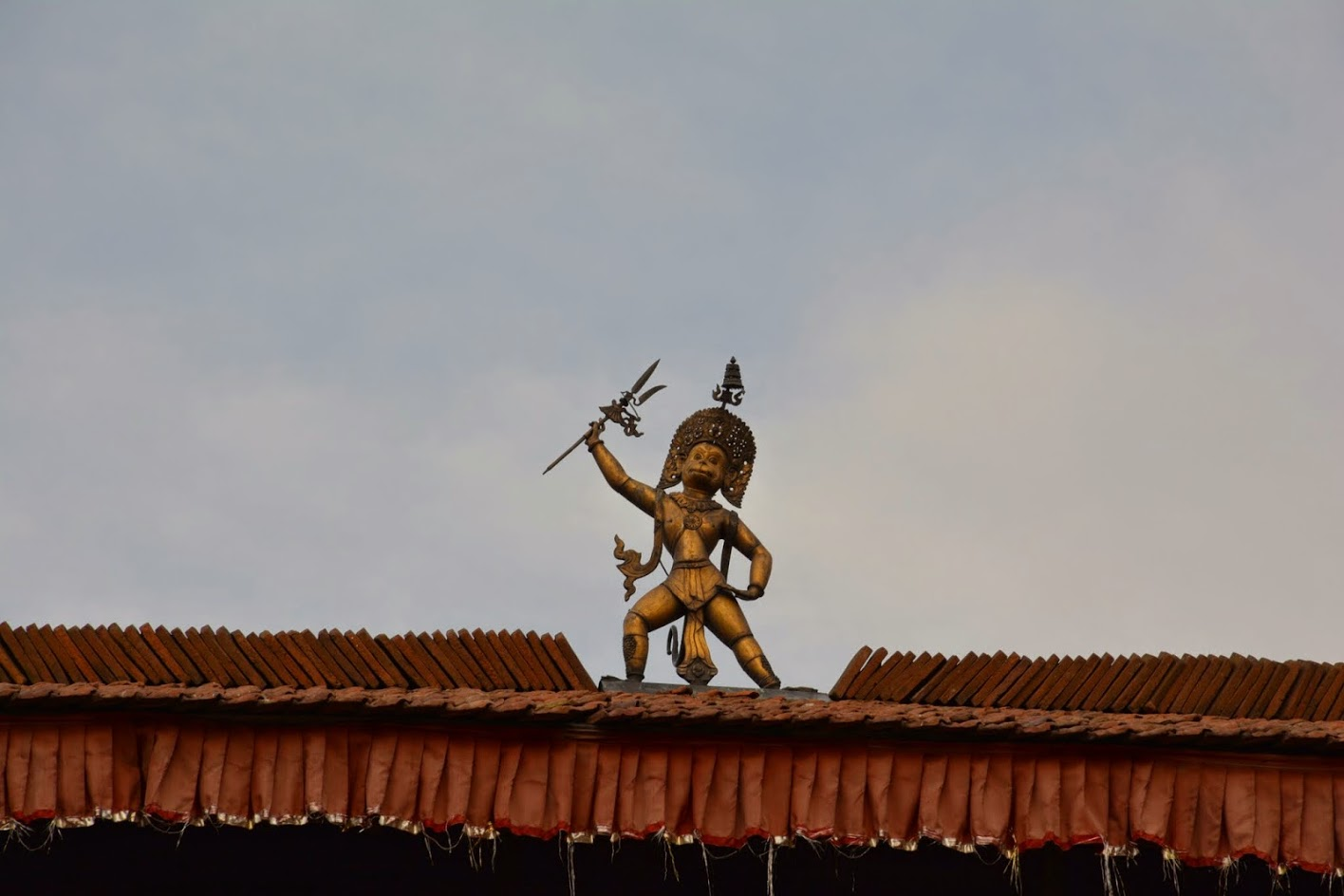
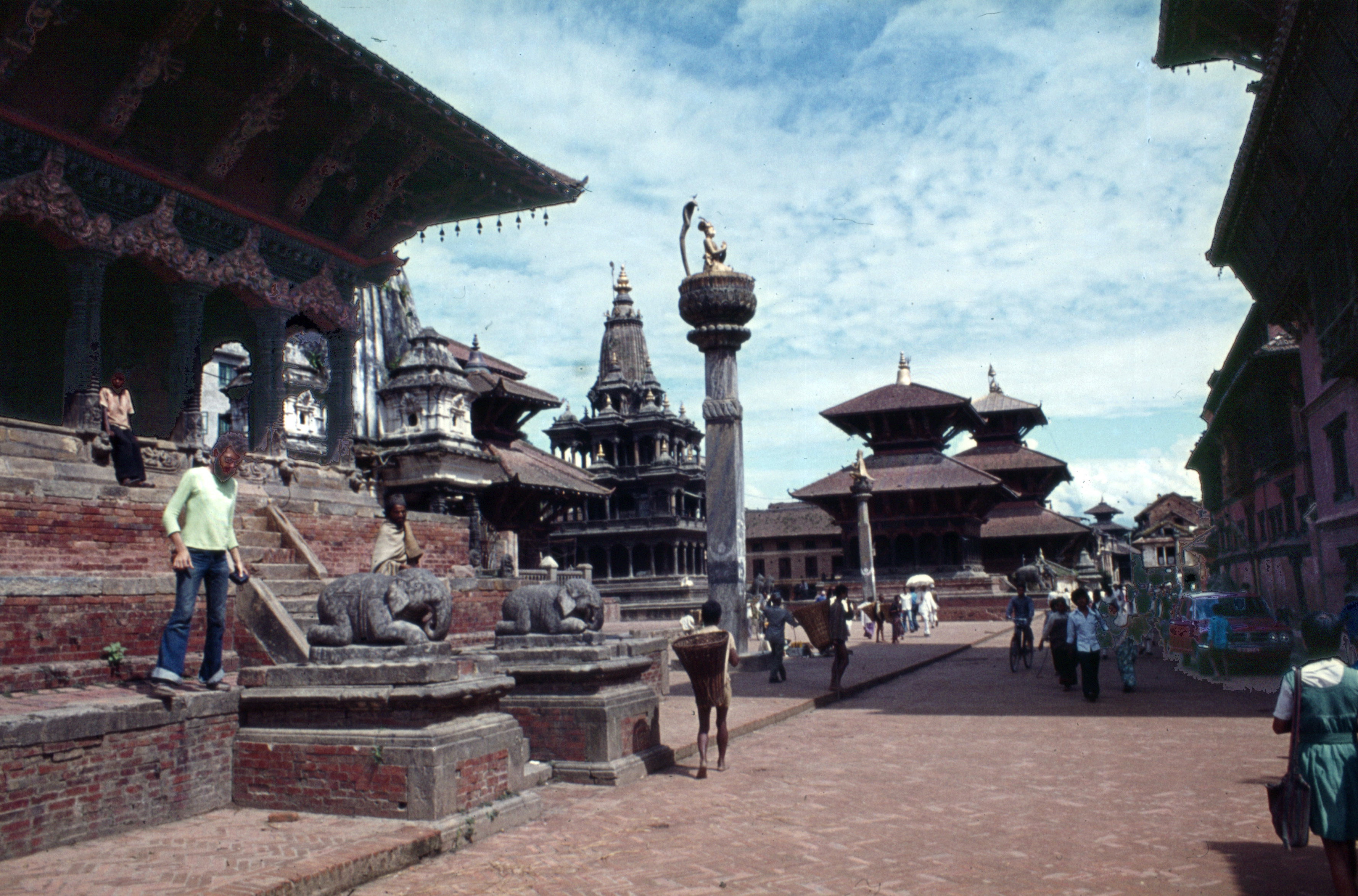
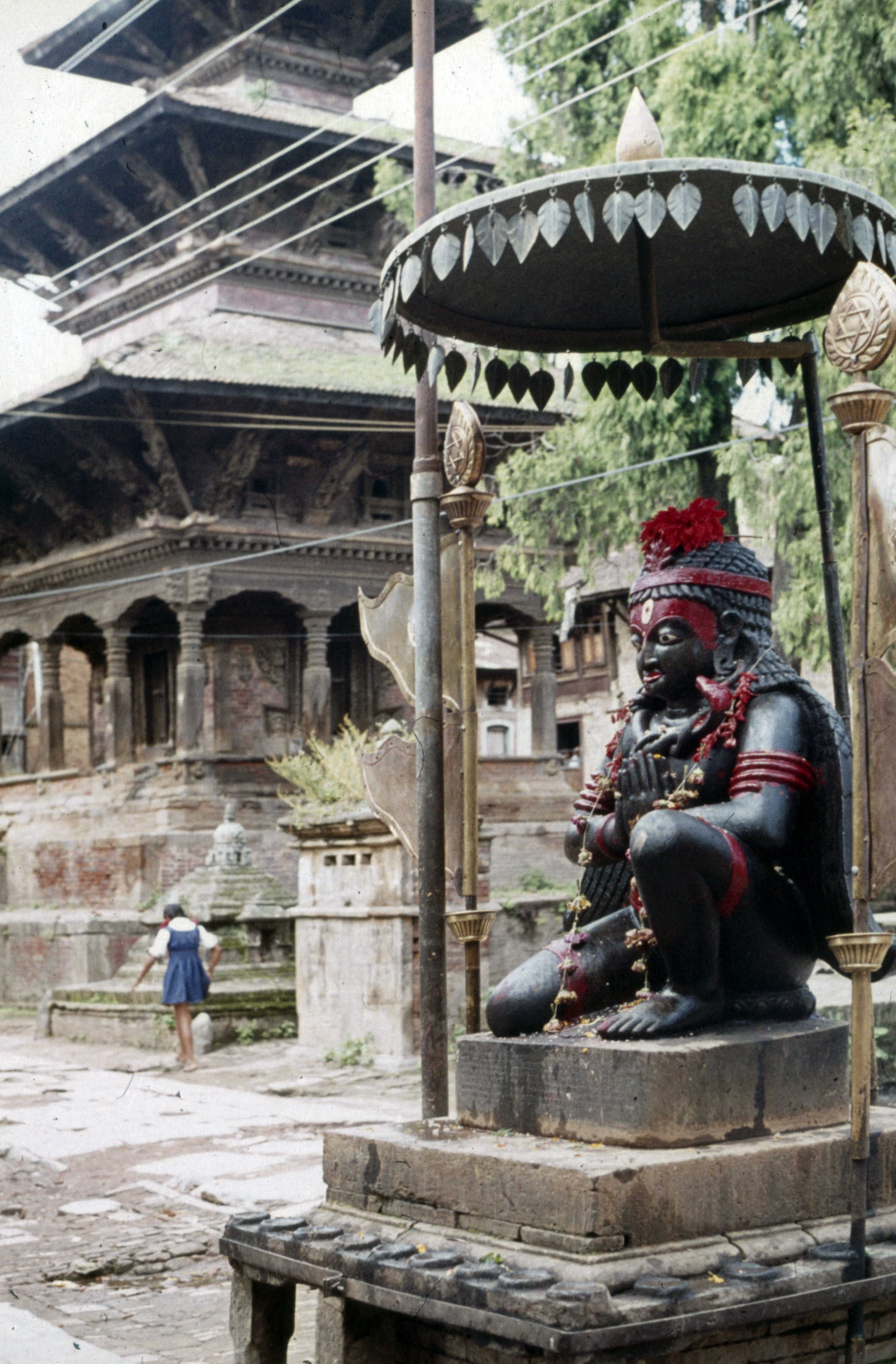
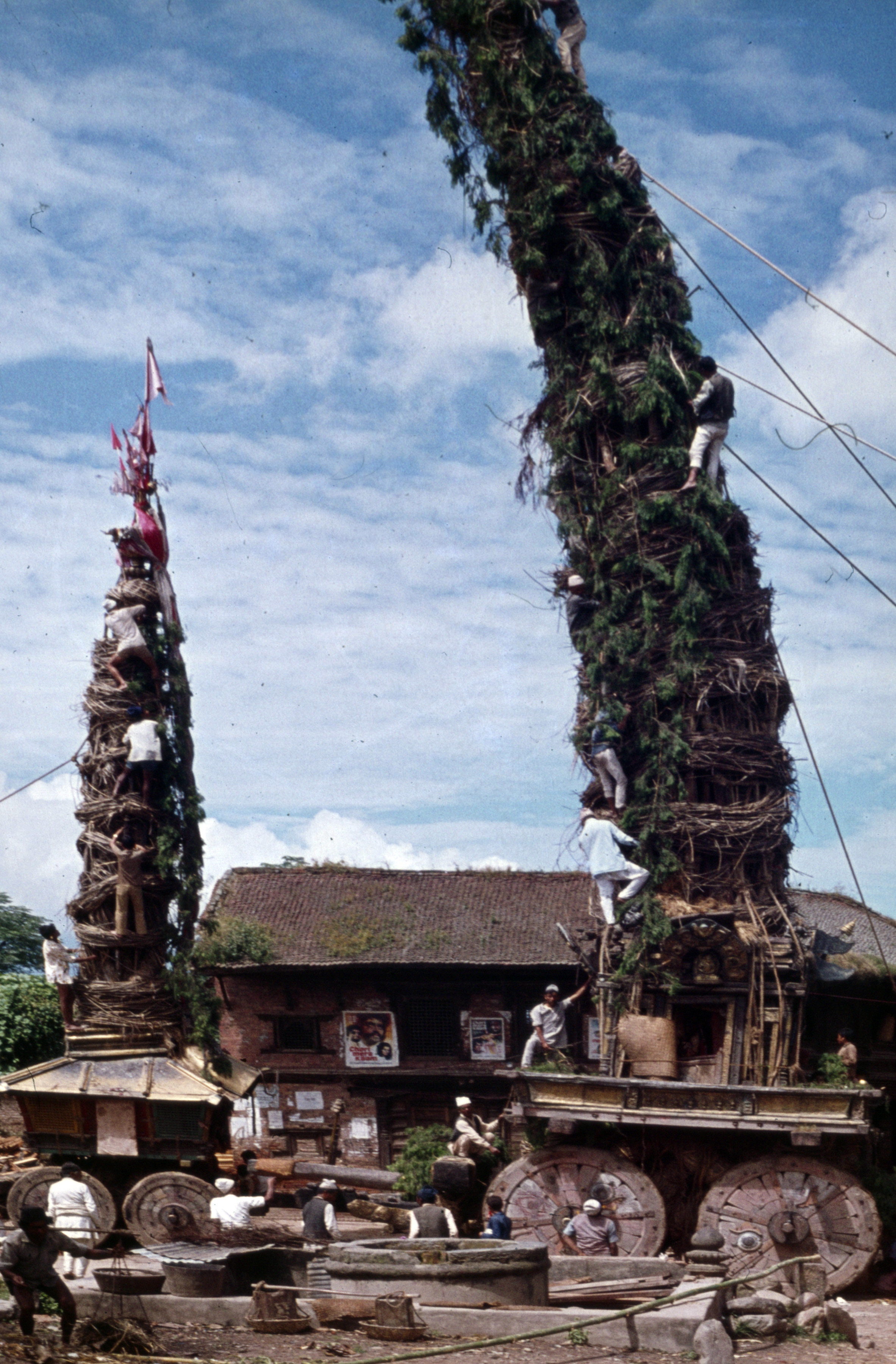
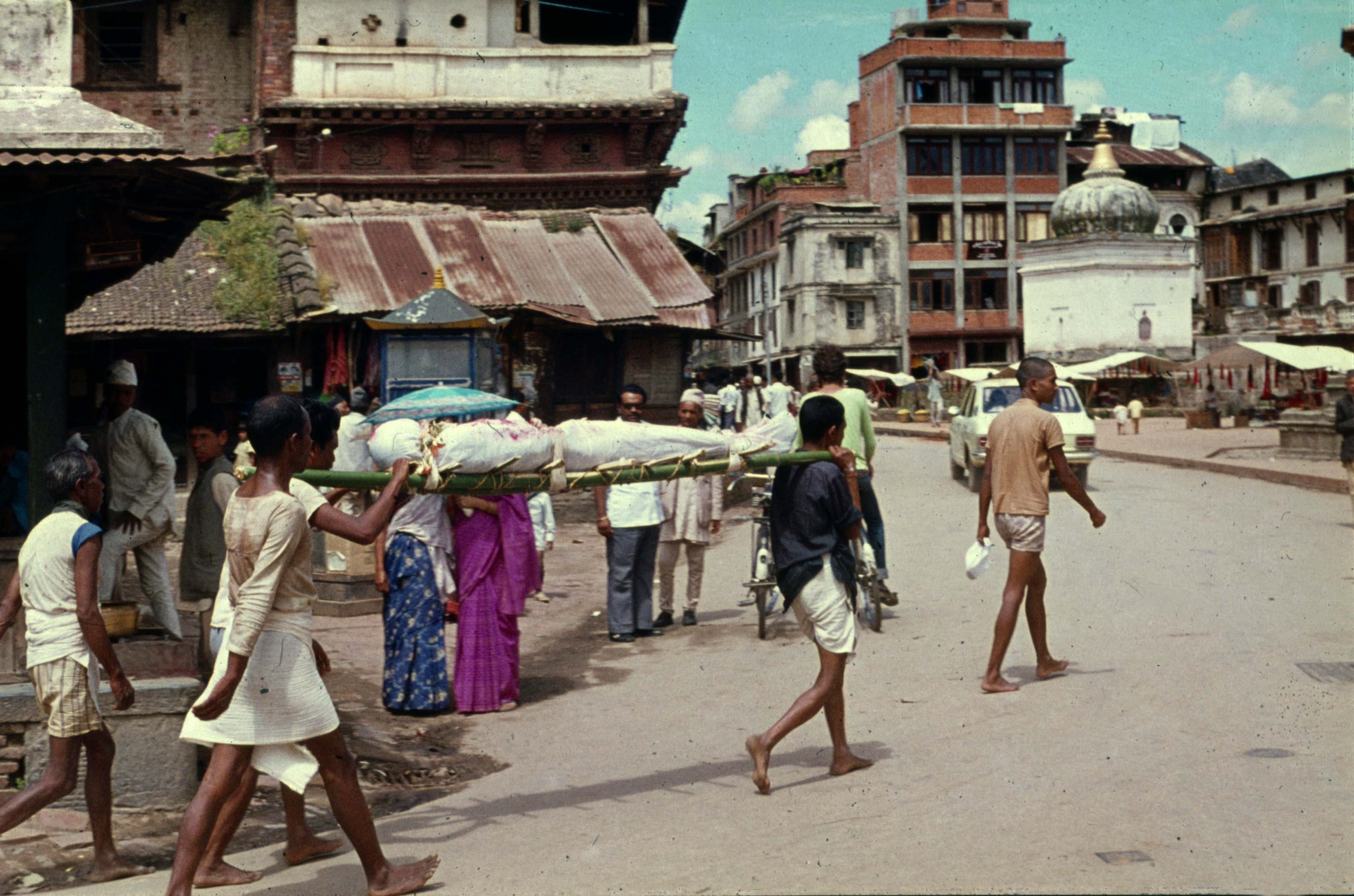